# Epinephelus suborbitalis
Epinephelus suborbitalis és una espècie de peix de la família dels serrànids i de l'ordre dels perciformes.

## Morfologia
Els mascles poden assolir els 118 cm de longitud total.

## Distribució geogràfica
Es troba al nord-oest del Pacífic.